# Gerhard Rundberg
Gerhard Arvid Rundberg, född 3 maj 1903 i Katarina församling, Stockholm, död 27 oktober 1978 i Uppsala, var en svensk läkare.
Rundberg blev medicine licentiat 1930, medicine doktor 1933, docent i hygien vid Karolinska institutet 1935, tf professor i Uppsala 1936–1938, professor och föreståndare för yrkeshygieniska avdelningen vid Statens institut för folkhälsan 1938–1942. Han innehade olika läkarförordnanden 1930–1938, var 1:e stadsläkare i Norrköping 1943–1946, 1:e byråläkare och chef för hygienisk-epidemiska byrån vid försvarets sjukvårdsförvaltning 1946–1952, 1:e stadsläkare i Uppsala 1952–1968, företagsläkare vid Pharmacia AB 1968 och läkare i svenska FN-bataljonerna i Gazaremsan 1962 och Kongo-Léopoldville 1963.
Rundberg var sakkunnig i 1937 års arbetarskyddskommitté, expert i utredningen rörande inrättande av statens social-hygieniska institut och kommittén för läkarutbildning, chefsdelegat i Bernadotteexpeditionen till de tyska koncentrationslägren 1945, hygienisk-epidemisk expert vid Koreaambassaden 1950–1951, ledamot och lärare på kursen i krigsmedicin vid Uppsala universitet från 1958, styrelseledamot i Uppsala läns allmänna försäkringskassa sedan 1954. Han var korresponderande ledamot för Sverige i Internationella arbetsorganisationen (ILO) 1938–1944 och invaldes som ledamot av Krigsvetenskapsakademien 1950. Han författade skrifter i hygien, bakteriologi, epidemiologi och invärtes medicin. Han medverkade även i Gunnar Höglunds film Uppdrag i Korea (1951).
Han var från 1934 till sin död gift med friherrinnan Carin Adelswärd (1903–1987), dotter till Theodor Adelswärd och Louise Douglas. Makarna Rundberg är begravda på Gärdserums kyrkogård.

## Filmografi
- 1951 – Uppdrag i Korea